# 卢博 (阿列日省)
卢博（法語：Loubaut）是法国阿列日省的一个市镇，属于帕米耶区（Pamiers）勒马斯-达济勒县（Le Mas-d'Azil）。该市镇2009年时的人口为28人。

## 人口
卢博人口变化图示
| 数据来源：INSEE |